# Мерит Птах
Мерит Птах («возлюбленная Птахом») — предположительно жившая в XXVII веке до н. э. египтянка, которую некоторые считают первой из известных женщин-врачей и женщин-учёных. В своей деятельности совмещала лечебные практики, основанные на использовании трав, и спиритические ритуалы. Как и другие известные женщины-врачи из Египта, специализировалась на акушерстве.
О Мерит Птах известно из таблички, расположенной в гробнице её сына, верховного жреца древнего Египта[уточнить]. На ней указано, что она была «главным врачом». Её портрет можно увидеть на гробнице в некрополе, около ступенчатой пирамиды Саккары.

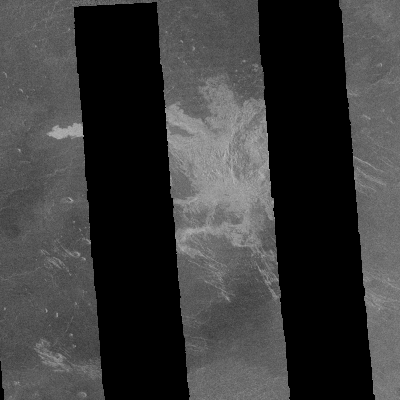
Кратер Мерит Птах на Венере

Международный астрономический союз назвал в её честь метеоритный кратер на Венере.
Врача Мерит Птах не следует путать с женой Ра-мосе — правителя Фив, визиря Аменхотепа IV и раннего адепта атонизма Мерит-Птах, изображённой рядом с мужем в гробнице TT55 некрополя Шейх Абд эль-Курна.
Согласно расследованию американского профессора Якуба Квечинского (Jakub Kwiecinski) из Колорадского университета (University of Colorado Anschutz Medical Campus), Мерит Птах является вымышленным персонажем, впервые упомянутым и описанным в современном виде в книге врача, писателя Кейт Кэмпбелл Хёрд-Мид «История женщин в медицине, от древних времён до XIX века» (1938). Книга подвергалась критике и за других персонажей сомнительной историчности. Исследователь предполагает, что Мерит Птах списана с другого древнеегипетского врача-акушерки Песешет.